# Filips van Zuylen
Filips van Zuylen foi um corsário holandês ativo na década de 1620. Como parte do plano Groot Desseyn, ele foi particularmente ativo contra a África Ocidental Portuguesa, mas não conseguiu capturar a colônia de Luanda, um importante centro para o comércio Atlântico de escravos, no início de 1624. Após essa derrota inicial decidiu esperar por reforços do Brasil antes de fazer uma segunda tentativa, desta vez com um colega, o corsário Piet Heyn. Em outubro do mesmo ano enquanto se aproximava do sul Heyn se perdeu do esquadrão de 3 navios de van Zuylen, esperando no norte de Loanda, até que decide ir em frente com o ataque por conta própria. A frota de Heyn sofre uma derrota desastrosa. Muitos de seus navios ficam presos no raso, antes de chegar em Loanda e enquanto outros navios paravam para libertá-los, tornavam-se alvos fáceis para os canhões portugueses. Heyn rapidamente percebeu que seus sete navios não poderiam penetrar nas fortificações. Após um ataque noturno fracassado contra navios mercantes portugueses ancorados no porto, ele ordenou uma retirada e a frota de corsários holandeses recuou de volta para portos amigáveis.